# The very best of EPO
『The very best of EPO』（ザ・ベリー・ベスト・オブ・エポ） は、EPOの2枚目のベスト・アルバム。1986年12月5日に発売された。発売元はDear Heart / MIDI。

## 概要
デビューシングル「DOWN TOWN」から最新シングル「太陽にPUMP! PUMP!」までのA面曲を中心に選曲され、発売順に収録したベスト・アルバムである。3枚目のシングルA面「Girl in me」と6枚目のシングルA面「恋はハイ・タッチ-ハイ・テック」の2曲は収録されていないが、それと入れ替わる形でそれぞれのB面曲「身代わりのバディー」と「くちびるヌード・咲かせます」が収録されているほか、アルバム収録曲からも何曲か選曲されている。
1枚目のベスト盤『THE BEST STATION JOEPO 1980-1984』は、シングル曲の別ヴァージョンやジングルなどを含む変則的な内容であったが、本作には元の音源のまま曲が収録されている。

## 収録曲

### CT
| 全作詞・作曲: EPO (特記以外)。 |                                               |                |                |                                          |
| #                              | タイトル                                      | 作詞           | 作曲・編曲     | 編曲                                     |
| 1.                             | 「DOWN TOWN」(作詞: 伊藤銀次・作曲: 山下達郎) | EPO (特記以外) | EPO (特記以外) | 林哲司・清水信之                         |
| 2.                             | 「GOODIES」                                   | EPO (特記以外) | EPO (特記以外) | 山下達郎                                 |
| 3.                             | 「Park Ave.1981」(作詞: 荒木とよひさ・EPO)    | EPO (特記以外) | EPO (特記以外) | 清水信之                                 |
| 4.                             | 「週末はWEEK・ENDで」(作曲: Peter Schwaltz)   | EPO (特記以外) | EPO (特記以外) | Harold Wheeler                           |
| 5.                             | 「身代わりのバディー」                        | EPO (特記以外) | EPO (特記以外) | 山下達郎・乾裕樹(ストリングス・アレンジ) |
| 6.                             | 「うわさになりたい」                          | EPO (特記以外) | EPO (特記以外) | 大村憲司                                 |
| 7.                             | 「土曜の夜はパラダイス」                      | EPO (特記以外) | EPO (特記以外) | 清水信之                                 |
| 8.                             | 「う、ふ、ふ、ふ、」                          | EPO (特記以外) | EPO (特記以外) | 清水信之                                 |

| 全作詞・作曲: EPO。 |                                |      |            |          |
| #                   | タイトル                       | 作詞 | 作曲・編曲 | 編曲     |
| 1.                  | 「五分遅れで見かけた人へ」     | EPO  | EPO        | 清水信之 |
| 2.                  | 「くちびるヌード・咲かせます」 | EPO  | EPO        | 清水信之 |
| 3.                  | 「私について」                 | EPO  | EPO        | 清水信之 |
| 4.                  | 「Harmony」                    | EPO  | EPO        | 清水信之 |
| 5.                  | 「音楽のような風」             | EPO  | EPO        | 清水信之 |
| 6.                  | 「12月のエイプリル・フール」   | EPO  | EPO        | 佐藤博   |
| 7.                  | 「渚のモニュメント」           | EPO  | EPO        | 清水信之 |
| 8.                  | 「太陽にPUMP! PUMP!」          | EPO  | EPO        | 清水信之 |

### CD
| 全作詞・作曲: EPO (特記以外)。 |                                               |                |                |                                          |
| #                              | タイトル                                      | 作詞           | 作曲・編曲     | 編曲                                     |
| 1.                             | 「DOWN TOWN」(作詞: 伊藤銀次・作曲: 山下達郎) | EPO (特記以外) | EPO (特記以外) | 林哲司・清水信之                         |
| 2.                             | 「GOODIES」                                   | EPO (特記以外) | EPO (特記以外) | 山下達郎                                 |
| 3.                             | 「Park Ave.1981」(作詞: 荒木とよひさ・EPO)    | EPO (特記以外) | EPO (特記以外) | 清水信之                                 |
| 4.                             | 「週末はWEEK・ENDで」(作曲: Peter Schwaltz)   | EPO (特記以外) | EPO (特記以外) | Harold Wheeler                           |
| 5.                             | 「身代わりのバディー」                        | EPO (特記以外) | EPO (特記以外) | 山下達郎・乾裕樹(ストリングス・アレンジ) |
| 6.                             | 「うわさになりたい」                          | EPO (特記以外) | EPO (特記以外) | 大村憲司                                 |
| 7.                             | 「土曜の夜はパラダイス」                      | EPO (特記以外) | EPO (特記以外) | 清水信之                                 |
| 8.                             | 「う、ふ、ふ、ふ、」                          | EPO (特記以外) | EPO (特記以外) | 清水信之                                 |
| 9.                             | 「五分遅れで見かけた人へ」                    | EPO (特記以外) | EPO (特記以外) | 清水信之                                 |
| 10.                            | 「くちびるヌード・咲かせます」                | EPO (特記以外) | EPO (特記以外) | 清水信之                                 |
| 11.                            | 「私について」                                | EPO (特記以外) | EPO (特記以外) | 清水信之                                 |
| 12.                            | 「Harmony」                                   | EPO (特記以外) | EPO (特記以外) | 清水信之                                 |
| 13.                            | 「音楽のような風」                            | EPO (特記以外) | EPO (特記以外) | 清水信之                                 |
| 14.                            | 「12月のエイプリル・フール」                  | EPO (特記以外) | EPO (特記以外) | 佐藤博                                   |
| 15.                            | 「渚のモニュメント」                          | EPO (特記以外) | EPO (特記以外) | 清水信之                                 |
| 16.                            | 「太陽にPUMP! PUMP!」                         | EPO (特記以外) | EPO (特記以外) | 清水信之                                 |

## 曲解説
1. DOWN TOWN
  - デビュー・シングルA面曲。
2. GOODIES
  - 2枚目のアルバム『GOODIES』のタイトル曲。
3. Park Ave.1981
  - 2枚目のシングルA面曲。
4. 週末はWEEK・ENDで
  - アルバム『GOODIES』収録曲。
5. 身代わりのバディー
  - ミニ・アルバム『JOEPO〜1981KHz』収録曲。3枚目のシングル「Girl in me」のB面曲。
6. うわさになりたい
  - 3枚目のアルバム『う・わ・さ・に・な・り・た・い』のタイトル曲。4枚目のシングル「土曜の夜はパラダイス」のB面曲。
7. 土曜の夜はパラダイス
  - 4枚目のシングルA面曲。
8. う、ふ、ふ、ふ、
  - 5枚目のシングルA面曲。
9. 五分遅れで見かけた人へ
  - 4枚目のアルバム『VITAMIN E・P・O』収録曲。
10. くちびるヌード・咲かせます
  - 高見知佳に提供した「くちびるヌード」のセルフカバー。6枚目のシングル「恋はハイ・タッチ-ハイ・テック」のB面曲。
11. 私について
  - 7枚目のシングルA面曲。
12. Harmony
  - 6枚目のアルバム『HARMONY』のタイトル曲。
13. 音楽のような風
  - 8枚目のシングルA面曲。
14. 12月のエイプリル・フール
  - 9枚目のシングルA面曲。
15. 渚のモニュメント
  - 10枚目のシングルA面曲。
16. 太陽にPUMP! PUMP!
  - 11枚目のシングルA面曲。

## 発売履歴
| 地域 | リリース日    | レーベル          | 規格     | 規格品番  | 備考 |
| ---- | ------------- | ----------------- | -------- | --------- | ---- |
| 日本 | 1986年12月5日 | Dear Heart / MIDI | 12cmCD   | 30MD-1024 |      |
| 日本 | 1986年12月5日 | Dear Heart / MIDI | カセット | 30MT-1024 |      |

## 参考資料
- オリコン・マーケティング・プロモーション『ALBUM CHART-BOOK COMPLETE EDITION 1970-2005』オリコン・エンタテインメント、2006年4月25日。ISBN 978-4-87131-077-2。 NCID BA78143746。